# Communauté rurale de Gade Escale
La communauté rurale de Gade Escale est une communauté rurale du Sénégal située au centre-ouest du pays. 
Elle fait partie de l'arrondissement de Ndindy, du département de Diourbel et de la région de Diourbel.
Lors du dernier recensement, la CR comptait 9 413 personnes et 896 ménages.